# Kegyes Csaba
Kegyes Csaba (Szamosújvár, 1944. május 25. –) magyar építőmérnök, építészeti szakíró.

## Élete és munkássága
Szülővárosában érettségizett 1962-ben, a kolozsvári Politechnikai Intézetben építőmérnöki oklevelet szerzett 1967-ben. A Maros Megyei Tervező Intézet szerkezettervezője és szaklektorátusának vezetője. 1974-ben Puskás Sándor főépítésszel együtt a Szováta Szálló tervezéséért megkapta az Építész Szövetség I. díját. 1978-tól osztályvezető főmérnök, lakóházi nagypanelek elgondolásáról írt munkájával Mircea Mihăilescu kolozsvári mérnök-professzor irányítása mellett doktorált 1983-ban.
Számos szociális és kulturális létesítmény szerkezettervezője, az épületek in situ viselkedésével foglalkozó tapasztalatcserék előadója. Szakterületei: héjszerkezet, nagypaneles szerkezet, mérnökszeizmológia. Román, angol és magyar nyelvű szakközleményeit Bukarestben, Jászvásáron, Craiován és számos erdélyi városban, valamint Athénban és Budapesten tartott szakértekezletek kiadványai közölték; társszerzőként szerepelt az Acta Academiae Scientiarum Hungaricae és a Journal of the Indian Concrete Institute hasábjain.
Ismeretterjesztő műszaki cikkei jelentek meg a Vörös Zászló hasábjain. Önálló kötete: A falazott szerkezetekről. Vasalatlan és abroncsolt falak méretezése szeizmikus zónában; Pius Kft., Győr, 2010

## Díjak, elismerések
- Építész Szövetség I. díja (1974)